# Demografia Muntenegrului
Acest articol este despre aspectele stării demografice a populației din Muntenegru, inclusiv densitatea ei, etnii, nivel de educație, sănătatea oamenilor, statutul economic, confesiunea religioasă și alte aspecte a populației.

## Populația totală

### Recensămintele populației din perioada anilor 1921-2011[1]
| Dată recensământ | Populație | Densitate populație (în km2) |
| ---------------- | --------- | ---------------------------- |
| 1921             | 311,341   | 22.5                         |
| 1931             | 360,044   | 26.1                         |
| 1948             | 377,189   | 27.3                         |
| 1953             | 419,873   | 30.4                         |
| 1961             | 471,894   | 34.2                         |
| 1971             | 529,604   | 38.3                         |
| 1981             | 584,310   | 42.3                         |
| 1991             | 615,035   | 44.5                         |
| 2003             | 620,145   | 44.9                         |
| 2011             | 620,029   | 44.9                         |

Recensământul din 2003 a fost efectuat de Muntenegru, care, împreună cu Serbia, au constituit uniunea statală Serbia și Muntenegru. Populația dedusă din recensământ a fost de 620,145 de locuitori (diasporă inclusiv: 672,656).
- Potrivit unei estimări efectuate în 2005 de către Oficiul de Statistică a Muntenegrului, Muntenegru are aprox. 623.000 de locuitori.[nefuncțională]
- Potrivit unei estimări efectuate în 2006 de către Oficiul de Statistică a Muntenegrului, Muntenegru are aprox. 624.000 de locuitori.[nefuncțională]
- Potrivit unei estimări efectuate în 2007 de către Oficiul de Statistică a Muntenegrului, Muntenegru are aprox. 625.000 de locuitori.[nefuncțională]
- Potrivit unei estimări efectuate în 2008 de către Oficiul de Statistică a Muntenegrului, Muntenegru are aprox. 627,478 de locuitori.[nefuncțională]

### Structura vârstei
| Dată recensământ | 0-14 de ani | 15-64 de ani | 65 de ani sau mai mult |
| ---------------- | ----------- | ------------ | ---------------------- |
| 1921             | 37.7%       | 56.3%        | 6.0%                   |
| 1931             | 36.5%       | 57.2%        | 6.3%                   |
| 1948             | 38.3%       | 54.4%        | 7.4%                   |
| 1953             | 35.5%       | 57.1%        | 7.4%                   |
| 1961             | 36.4%       | 56.5%        | 7.1%                   |
| 1971             | 31.9%       | 60.4%        | 7.6%                   |
| 1981             | 27.5%       | 64.3%        | 8.2%                   |
| 1991             | 25.3%       | 66.5%        | 8.2%                   |
| 2003             | 20.6%       | 67.5%        | 12.0%                  |
| 2011             | 19.2%       | 68.1%        | 12.8%                  |

Statisticile demografice prezentate de CIA World Factbook.

### Raport genuri
la naștere: 1.072 bărbați/femei
sub 15 ani: 0.95 bărbați/femei
de la 15 la 64: 1.08 bărbați/femei
65 de ani și mai mult: 0.67 bărbați/femei
Total: 0.99 bărbați/femei (estimări 2011)

## Statistici
Instituția de statistică a Muntenegrului efectuează statistici demografice în mod regulat:
|                                                               | Populația medie (x 1000) | Născuți vii | Decese | Schimbare naturală | ! Rata natalității brute (pe 1000) | ! Rata mortalității (la 1000) | schimbare naturală (pe 1000) | Rata totală a fertilității | Rata mortalității infantile (la 1000 născuți) | Speranța de viață bărbați | Speranța de viață femei |
| ------------------------------------------------------------- | ------------------------ | ----------- | ------ | ------------------ | ---------------------------------- | ----------------------------- | ---------------------------- | -------------------------- | --------------------------------------------- | ------------------------- | ----------------------- |
| 1947                                                          | 372                      | 10 800      | 4 300  | 6 500              | 29.0                               | 11.6                          | 17.5                         |                            |                                               |                           |                         |
| 1948                                                          | 380                      | 11 600      | 4 600  | 7 000              | 30.5                               | 12.1                          | 18.4                         | 4,41                       |                                               |                           |                         |
| 1949                                                          | 389                      | 12 600      | 4 700  | 7 900              | 32.4                               | 12.1                          | 20.3                         | 4,63                       |                                               |                           |                         |
| 1950                                                          | 397                      | 11 904      | 3 682  | 8 222              | 30.0                               | 9.3                           | 20.7                         | 4,33                       |                                               |                           |                         |
| 1951                                                          | 407                      | 12 898      | 4 416  | 8 482              | 31.7                               | 10.9                          | 20.8                         | 4,70                       | 84.7                                          |                           |                         |
| 1952                                                          | 415                      | 13 308      | 3 859  | 9 449              | 32.1                               | 9.3                           | 22.8                         | 4,54                       |                                               |                           |                         |
| 1953                                                          | 422                      | 13 880      | 4 775  | 9 105              | 32.9                               | 11.3                          | 21.6                         | 4,57                       |                                               |                           |                         |
| 1954                                                          | 428                      | 14 428      | 3 862  | 10 566             | 33.7                               | 9.0                           | 24.7                         | 4,55                       |                                               |                           |                         |
| 1955                                                          | 435                      | 13 550      | 3 935  | 9 615              | 31.1                               | 9.0                           | 22.1                         | 4,11                       |                                               |                           |                         |
| 1956                                                          | 441                      | 13 654      | 3 871  | 9 783              | 31.0                               | 8.8                           | 22.2                         | 4,00                       |                                               |                           |                         |
| 1957                                                          | 447                      | 13 751      | 4 172  | 9 579              | 30.8                               | 9.3                           | 21.4                         | 3,93                       |                                               |                           |                         |
| 1958                                                          | 453                      | 13 684      | 3 537  | 10 147             | 30.2                               | 7.8                           | 22.4                         | 3,80                       |                                               |                           |                         |
| 1959                                                          | 460                      | 12 614      | 3 469  | 9 145              | 27.4                               | 7.5                           | 19.9                         | 3,43                       |                                               |                           |                         |
| 1960                                                          | 467                      | 13 127      | 3 583  | 9 544              | 28.1                               | 7.7                           | 20.4                         | 3,51                       |                                               |                           |                         |
| 1961                                                          | 474                      | 12 994      | 3 335  | 9 659              | 27.4                               | 7.0                           | 20.4                         | 3,46                       | 61.4                                          |                           |                         |
| 1962                                                          | 481                      | 13 006      | 3 747  | 9 259              | 27.0                               | 7.8                           | 19.2                         | 3,43                       |                                               |                           |                         |
| 1963                                                          | 487                      | 12 982      | 3 454  | 9 528              | 26.7                               | 7.1                           | 19.6                         | 3,32                       |                                               |                           |                         |
| 1964                                                          | 493                      | 12 599      | 3 550  | 9 049              | 25.6                               | 7.2                           | 18.4                         | 3,28                       |                                               |                           |                         |
| 1965                                                          | 499                      | 12 333      | 3 431  | 8 902              | 24.7                               | 6.9                           | 17.8                         | 3,20                       |                                               |                           |                         |
| 1966                                                          | 505                      | 12 209      | 3 199  | 9 010              | 24.2                               | 6.3                           | 17.8                         | 3,13                       |                                               |                           |                         |
| 1967                                                          | 510                      | 11 486      | 3 385  | 8 101              | 22.5                               | 6.6                           | 15.9                         | 2,92                       |                                               |                           |                         |
| 1968                                                          | 515                      | 11 027      | 3 429  | 7 598              | 21.4                               | 6.7                           | 14.8                         | 2,79                       |                                               |                           |                         |
| 1969                                                          | 520                      | 11 259      | 3 325  | 7 934              | 21.7                               | 6.4                           | 15.3                         | 2,84                       |                                               |                           |                         |
| 1970                                                          | 525                      | 10 636      | 3 516  | 7 120              | 20.3                               | 6.7                           | 13.6                         | 2,64                       |                                               |                           |                         |
| 1971                                                          | 531                      | 10 866      | 3 264  | 7 602              | 20.5                               | 6.1                           | 14.3                         | 2,69                       | 27.8                                          |                           |                         |
| 1972                                                          | 539                      | 10 938      | 3 512  | 7 426              | 20.3                               | 6.5                           | 13.8                         | 2,62                       |                                               |                           |                         |
| 1973                                                          | 546                      | 10 665      | 3 304  | 7 361              | 19.5                               | 6.1                           | 13.5                         | 2,50                       |                                               |                           |                         |
| 1974                                                          | 554                      | 10 551      | 3 199  | 7 352              | 19.0                               | 5.8                           | 13.3                         | 2,41                       |                                               |                           |                         |
| 1975                                                          | 561                      | 10 557      | 3 279  | 7 278              | 18.8                               | 5.8                           | 13.0                         | 2,32                       |                                               |                           |                         |
| 1976                                                          | 568                      | 10 711      | 3 465  | 7 246              | 18.9                               | 6.1                           | 12.8                         | 2,31                       |                                               |                           |                         |
| 1977                                                          | 575                      | 10 738      | 3 559  | 7 179              | 18.7                               | 6.2                           | 12.5                         | 2,25                       |                                               |                           |                         |
| 1978                                                          | 582                      | 10 584      | 3 660  | 6 924              | 18.2                               | 6.3                           | 11.9                         | 2,17                       |                                               |                           |                         |
| 1979                                                          | 585                      | 10 365      | 3 826  | 6 539              | 17.7                               | 6.5                           | 11.2                         | 2,09                       |                                               |                           |                         |
| 1980                                                          | 583                      | 10 542      | 3 703  | 6 839              | 18.1                               | 6.4                           | 11.7                         | 2,15                       |                                               |                           |                         |
| 1981                                                          | 586                      | 10 335      | 3 680  | 6 655              | 17.6                               | 6.3                           | 11.4                         | 2,16                       | 21.7                                          |                           |                         |
| 1982                                                          | 593                      | 10 579      | 3 618  | 6 961              | 17.8                               | 6.1                           | 11.7                         | 2,23                       |                                               |                           |                         |
| 1983                                                          | 599                      | 10 657      | 4 194  | 6 463              | 17.8                               | 7.0                           | 10.8                         | 2,15                       |                                               |                           |                         |
| 1984                                                          | 606                      | 10 521      | 3 915  | 6 606              | 17.4                               | 6.5                           | 10.9                         | 2,09                       |                                               |                           |                         |
| 1985                                                          | 613                      | 10 724      | 3 926  | 6 798              | 17.5                               | 6.4                           | 11.1                         | 2,11                       |                                               |                           |                         |
| 1986                                                          | 619                      | 10 455      | 3 922  | 6 533              | 16.9                               | 6.3                           | 10.6                         | 2,03                       |                                               |                           |                         |
| 1987                                                          | 626                      | 10 567      | 3 990  | 6 577              | 16.9                               | 6.4                           | 10.5                         | 2,03                       |                                               |                           |                         |
| 1988                                                          | 632                      | 10 190      | 3 661  | 6 529              | 16.1                               | 5.8                           | 10.3                         | 1,95                       |                                               |                           |                         |
| 1989                                                          | 638                      | 9 634       | 3 833  | 5 801              | 15.1                               | 6.0                           | 9.1                          | 1,84                       |                                               |                           |                         |
| 1990                                                          | 644                      | 9 257       | 3 519  | 5 738              | 14.4                               | 5.5                           | 8.9                          | 1,82                       |                                               |                           |                         |
| 1991                                                          | 592                      | 9 606       | 3 970  | 5 636              | 16.2                               | 6.7                           | 9.5                          | 2,06                       | 11.1                                          |                           |                         |
| 1992                                                          | 594                      | 9 524       | 4 393  | 5 131              | 16.0                               | 7.4                           | 8.6                          | 2,10                       |                                               |                           |                         |
| 1993                                                          | 596                      | 8 922       | 4 471  | 4 451              | 15.0                               | 7.5                           | 7.5                          | 1,97                       |                                               |                           |                         |
| 1994                                                          | 599                      | 8 887       | 4 660  | 4 227              | 14.8                               | 7.8                           | 7.1                          | 1,95                       |                                               |                           |                         |
| 1995                                                          | 601                      | 9 492       | 4 931  | 4 561              | 15.8                               | 8.2                           | 7.6                          | 2,05                       |                                               |                           |                         |
| 1996                                                          | 603                      | 9 094       | 4 982  | 4 112              | 15.1                               | 8.3                           | 6.8                          | 1,90                       |                                               |                           |                         |
| 1997                                                          | 606                      | 8 758       | 5 153  | 3 605              | 14.5                               | 8.5                           | 5.9                          | 1,76                       |                                               |                           |                         |
| 1998                                                          | 608                      | 9 211       | 5 312  | 3 899              | 15.1                               | 8.7                           | 6.4                          | 1,87                       |                                               |                           |                         |
| 1999                                                          | 610                      | 8 828       | 5 393  | 3 435              | 14.5                               | 8.8                           | 5.6                          | 1,78                       |                                               |                           |                         |
| 2000                                                          | 613                      | 9 184       | 5 412  | 3 772              | 15.0                               | 8.8                           | 6.2                          | 1.85                       | 11.4                                          |                           |                         |
| 2001                                                          | 615                      | 8 839       | 5 431  | 3 408              | 14.4                               | 8.8                           | 5.5                          | 1.79                       | 14.6                                          |                           |                         |
| 2002                                                          | 617                      | 8 499       | 5 513  | 2 986              | 13.8                               | 8.9                           | 4.8                          | 1.91                       | 10.8                                          |                           |                         |
| 2003                                                          | 618                      | 8 344       | 5 704  | 2 640              | 13.5                               | 9.2                           | 4.3                          | 1.84                       | 11.0                                          |                           |                         |
| 2004                                                          | 621                      | 7 849       | 5 707  | 2 142              | 12.6                               | 9.2                           | 3.5                          | 1.71                       | 7.8                                           |                           |                         |
| 2005                                                          | 624                      | 7 352       | 5 839  | 1 513              | 11.8                               | 9.4                           | 2.4                          | 1.60                       | 9.5                                           |                           |                         |
| 2006                                                          | 624                      | 7 531       | 5 968  | 1 563              | 12.1                               | 9.6                           | 2.5                          | 1.64                       | 11.0                                          |                           |                         |
| 2007                                                          | 626                      | 7 834       | 5 979  | 1 855              | 12.5                               | 9.5                           | 3.0                          | 1.69                       | 7.4                                           |                           |                         |
| 2008                                                          | 629                      | 8 258       | 5 708  | 2 550              | 13.1                               | 9.1                           | 4.1                          | 1.80                       | 7.5                                           |                           |                         |
| 2009                                                          | 632                      | 8 642       | 5 862  | 2 780              | 13.7                               | 9.3                           | 4.4                          | 1.85                       | 5.7                                           |                           |                         |
| 2010                                                          | 6191                     | 7 418       | 5 633  | 1 785              | 12.0                               | 9.1                           | 2.9                          | 1.66                       | 6.7                                           |                           |                         |
| 2011                                                          | 621                      | 7 186       | 5 800  | 1 386              | 11.6                               | 9.3                           | 2.2                          |                            |                                               |                           |                         |
| 1 Populația a fost ajustată conform recensământului din 2011. |                          |             |        |                    |                                    |                               |                              |                            |                                               |                           |                         |

## Naționalități/Etnii

### Populația etnică din1948-20111
Marea majoritate (peste 90%) din populația din Muntenegru este de origine slavă. Albanezii alcătuiesc aproximativ 5 la sută din populație (4,9% la recensământul din 2011). Există și o minoritate nesemnificativă de romi (0,8% la recensământul din 2011).Populația slavă din Muntenegru utilizează o un număr mare de etmonime pentru a se autoidentifica. În primele decenii după Al Doilea Război Mondial cei mai mulți slavi s-au autoidentificat ca fiind Muntenegreni, cu mai puțin de 2% Sârbi și mai puțin de 2% Croați în 1948. În ultimele decenii ale existenței Iugoslaviei până la 5% din populație s-au declarat Iugoslavi (Slavi Sudici). În timpul și după războaiele iugoslave, sârbii (și, în general, influența politică a lor) a devenit tot mai importantă în Muntenegru și la recensământul din 2003, când aproape o treime din populația țării s-au identificat ca fiind sârbi.Sârbii trăiesc în cea mai mare parte de-a lungul frontierelor cu Bosnia și Serbia, în timp ce Muntenegrenii locuiesc în centrul țării.Majoritatea populației slave de aici sunt Creștini ortodocși, dar există, de asemenea, o importantă minoritate musulmană, ca în Bosnia.
Deși majoritatea musulmanilor sunt slavi, inițial, s-au identificat ca fiind Muntenegreni, treptat, au început să utilizeze musulmanismul ca o identitate etnică în loc de doar o identitate religioasă. După războaiele iugoslave, acest lucru sa schimbat din nou și astfel, la recensământul din 2003 și 2011, cei mai mulți slavi musulmani s-au declarat Bosniaci, deși nu au nici o legătură formală cu Bosnia și trăiesc mai ales în nord-estul Muntenegrului.
| Grupuri etnice | recens. 1948 | recens. 1948 | recens. 1953 | recens. 1953 | recens. 1961 | recens. 1961 | recens. 1971 | recens. 1971 | recens. 1981 | recens. 1981 | recens. 1991 | recens. 1991 | recens. 2003 | recens. 2003 | recens. 2011 | recens. 2011 |
| Grupuri etnice | Număr        | %            | Număr        | %            | Număr        | %            | Număr        | %            | Număr        | %            | Număr        | %            | Număr        | %            | Număr        | %            |
| --- | ------------ | ------------ | ------------ | ------------ | ------------ | ------------ | ------------ | ------------ | ------------ | ------------ | ------------ | ------------ | ------------ | ------------ | ------------ | ------------ |
| Muntenegreni | 342,009      | 90.7         | 363,686      | 86.6         | 383,988      | 81.4         | 355,632      | 67.2         | 400,488      | 68.5         | 380,647      | 61.9         | 267,669      | 43.2         | 278,865      | 45.0         |
| Sârbi | 6,707        | 1.8          | 13,864       | 3.3          | 14,087       | 3.0          | 39,512       | 7.5          | 19,407       | 3.3          | 57,453       | 9.3          | 198,414      | 32.0         | 178,110      | 28.7         |
| Croați | 6,808        | 1.8          | 9,814        | 2.3          | 10,664       | 2.3          | 9,192        | 1.7          | 6,904        | 1.2          | 6,244        | 1.0          | 6,811        | 1.1          | 6,021        | 1.0          |
| Iugoslavi |              |              |              |              | 1,559        | 0.3          | 10,943       | 2.1          | 31,243       | 5.3          | 26,159       | 4.3          | 1,860        | 0.3          | 1,154        | 0.2          |
| Musulmani (ca naționalitate) | 387          | 0.1          | 6,424        | 1.5          | 30,665       | 6.5          | 70,236       | 13.3         | 78,080       | 13.4         | 89,614       | 14.6         | 24,625       | 4.0          | 20,537       | 3.3          |
| Bosniaci | 387          | 0.1          | 6,424        | 1.5          | 30,665       | 6.5          | 70,236       | 13.3         | 78,080       | 13.4         | 89,614       | 14.6         | 48,184       | 7.8          | 53,605       | 8.6          |
| Albanezi | 19,425       | 5.1          | 23,460       | 5.6          | 25,803       | 5.5          | 35,671       | 6.7          | 37,735       | 6.5          | 40,415       | 6.6          | 31,163       | 5.0          | 30,439       | 4.9          |
| Țigani | 162          | 0.0          | 230          | 0.1          | 183          | 0.0          | 396          | 0.1          | 1,471        | 0.3          | 3,282        | 0.5          | 2,601        | 0.4          | 5,251        | 0.8          |
| Macedoneni | 133          | 0.0          | 362          | 0.1          | 593          | 0.1          | 723          | 0.1          | 875          | 0.1          | 1,072        | 0.2          | 819          | 0.1          | 900          | 0.1          |
| Alții/nedeclarați | 1,558        | 0.4          | 2,033        | 0.5          | 4,352        | 0.9          | 7,299        | 1.4          | 8,107        | 1.4          | 10,149       | 1.7          | 37,9992      | 6.1          | 30,5474      | 4.9          |
| Total | 377,189      | 377,189      | 419,873      | 419,873      | 471,894      | 471,894      | 529,604      | 529,604      | 584,310      | 584,310      | 615,035      | 615,035      | 620,1453     | 620,1453     | 620,029      | 620,029      |
| 1 Source: Statistical Office of Montenegro 2 inclusiv 415 Sloveni (0.07%), 362 Maghiari (0.06%), 240 Ruși (0.03%), 225 Egipteni (0.04%), 127 Italieni (0.02%), 118 Germani(0.02%), 2,180 alții (0.31%), fără răspuns 26,906 (4.34%), Afilieri regionale 1,258 (0.2%), Necunoscut 6,168 (0.99%) 3 The total population inclusiv diaspora was 672,656 (Muntenegreni 273,366 sau 40.64%, Sârbi: 201,892 sau 30.01%, Bosniaci: 63,272 sau 9.41%, Albanezi: 47,682 sau 7.09%, Musulmani: 28,714 sau 4.27%, Croați: 7,062 sau 1.05%) 4 inclusiv 354 Sloveni (0.05%), 337 Maghiari (0.05%), 946 Ruși (0.15%), 2,054 Egipteni (0.33%), 135 Italieni (0.02%), 131 Germani (0.02%), 197 Goran (0.03%),194 Turci (0.03%), 8,090 alții (1,30%), Afiliere Regională 1,202 (0.2%), Necunoscut 30,170 (4.8%) |              |              |              |              |              |              |              |              |              |              |              |              |              |              |              |              |

### Structura etnică pe regiuni

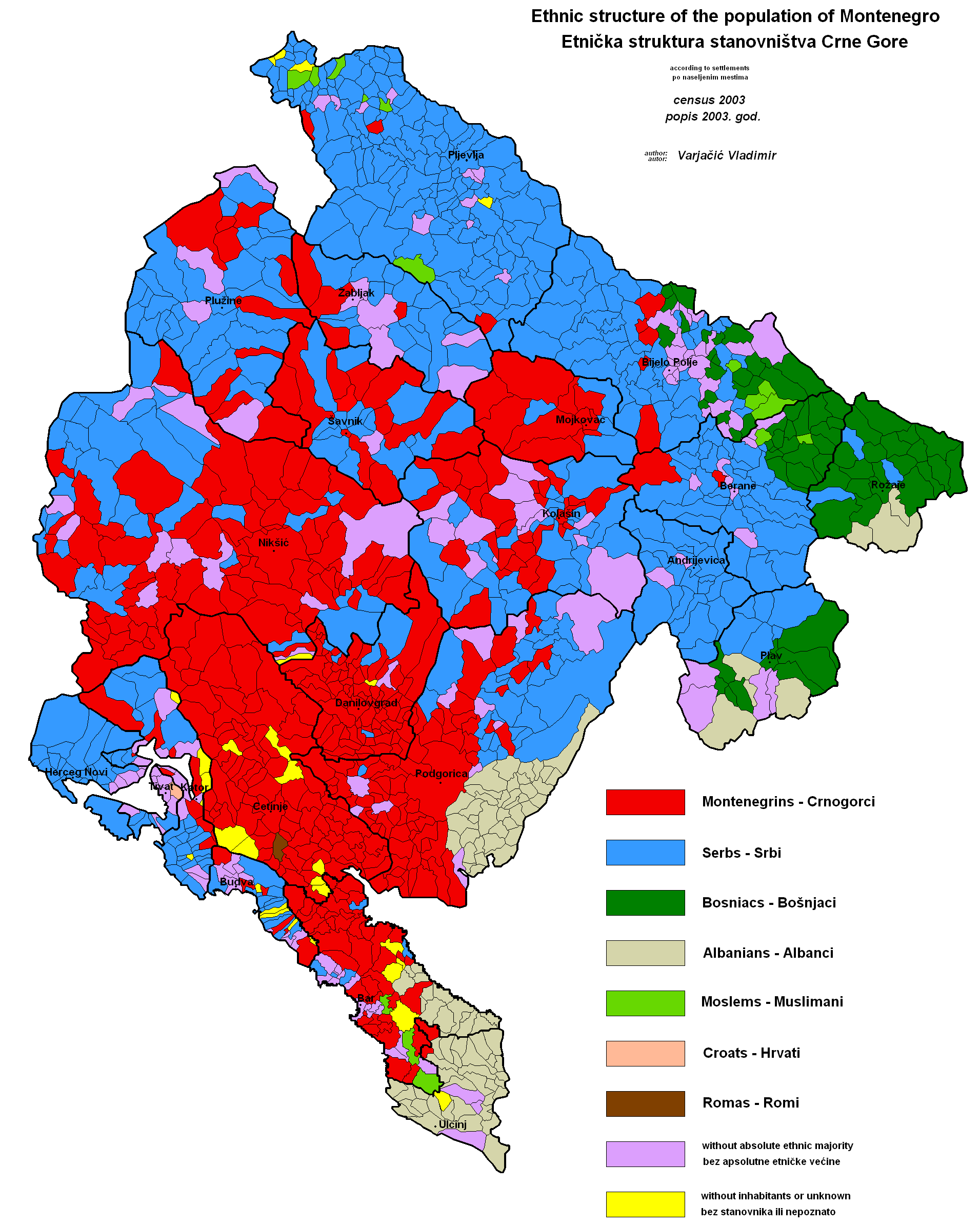
Structura etnică a Muntenegrului (așezări) 2003.

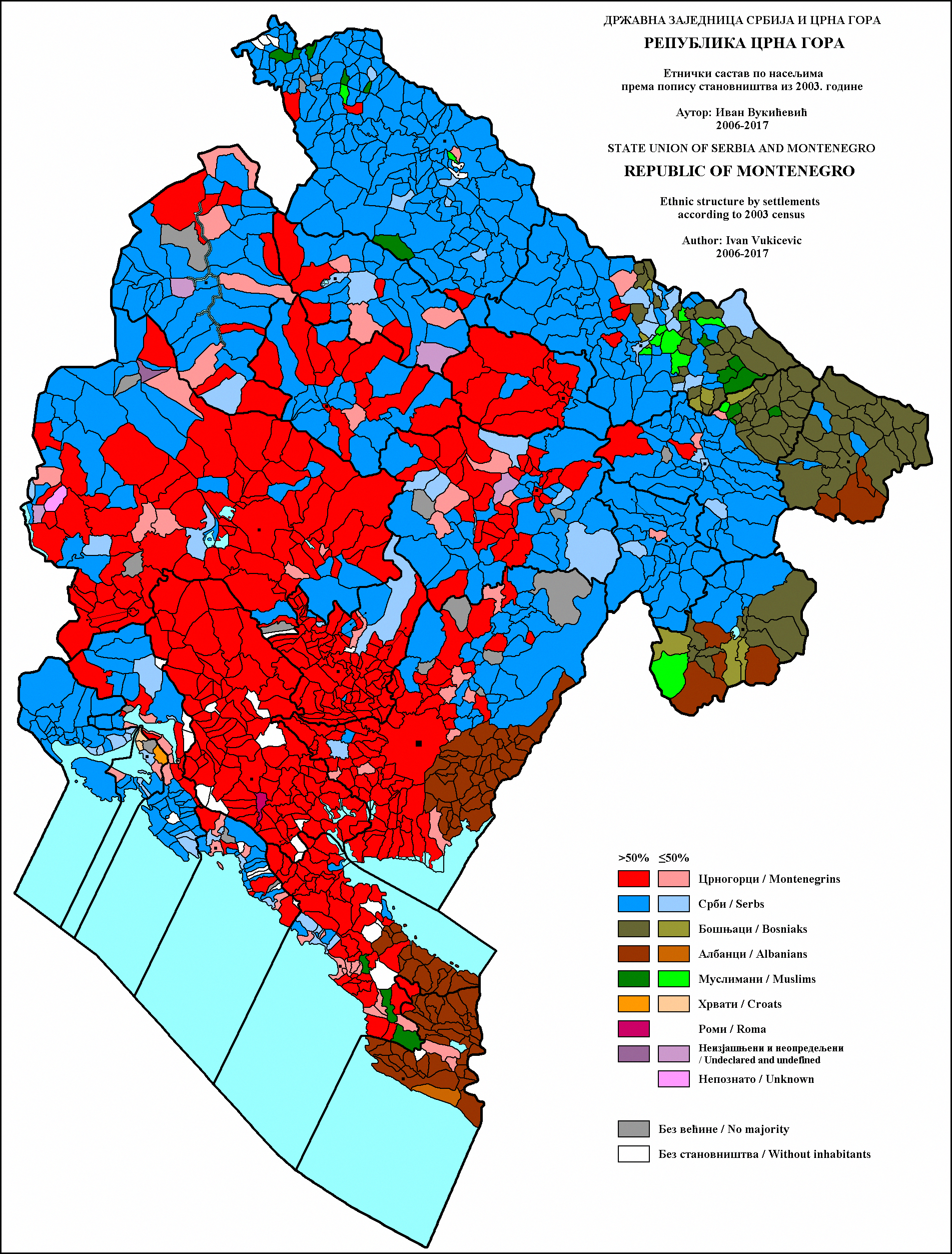
Structura etnică a Muntenegrului (așezări) 2003.

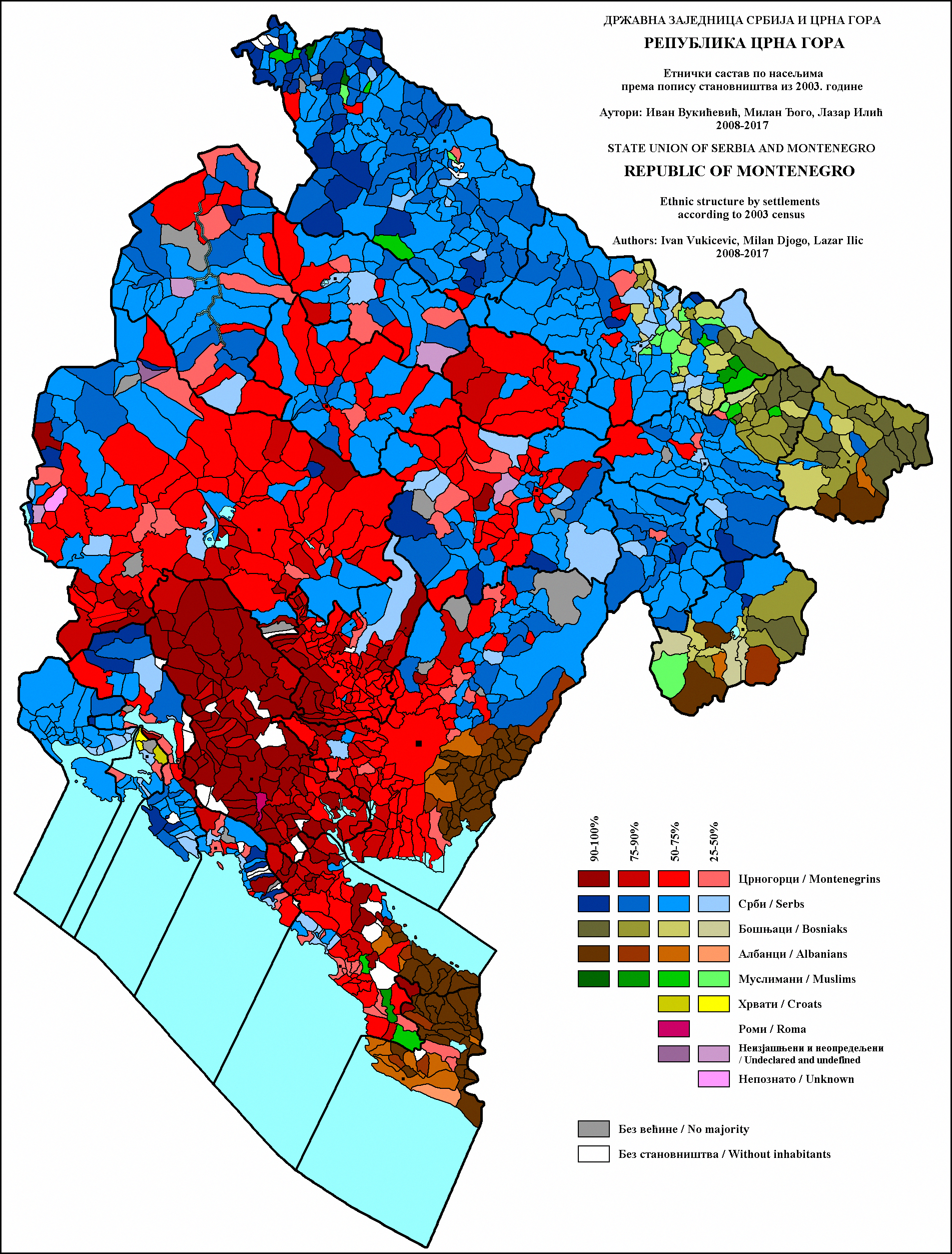
Structura etnică a Muntenegrului (așezări) 2003.

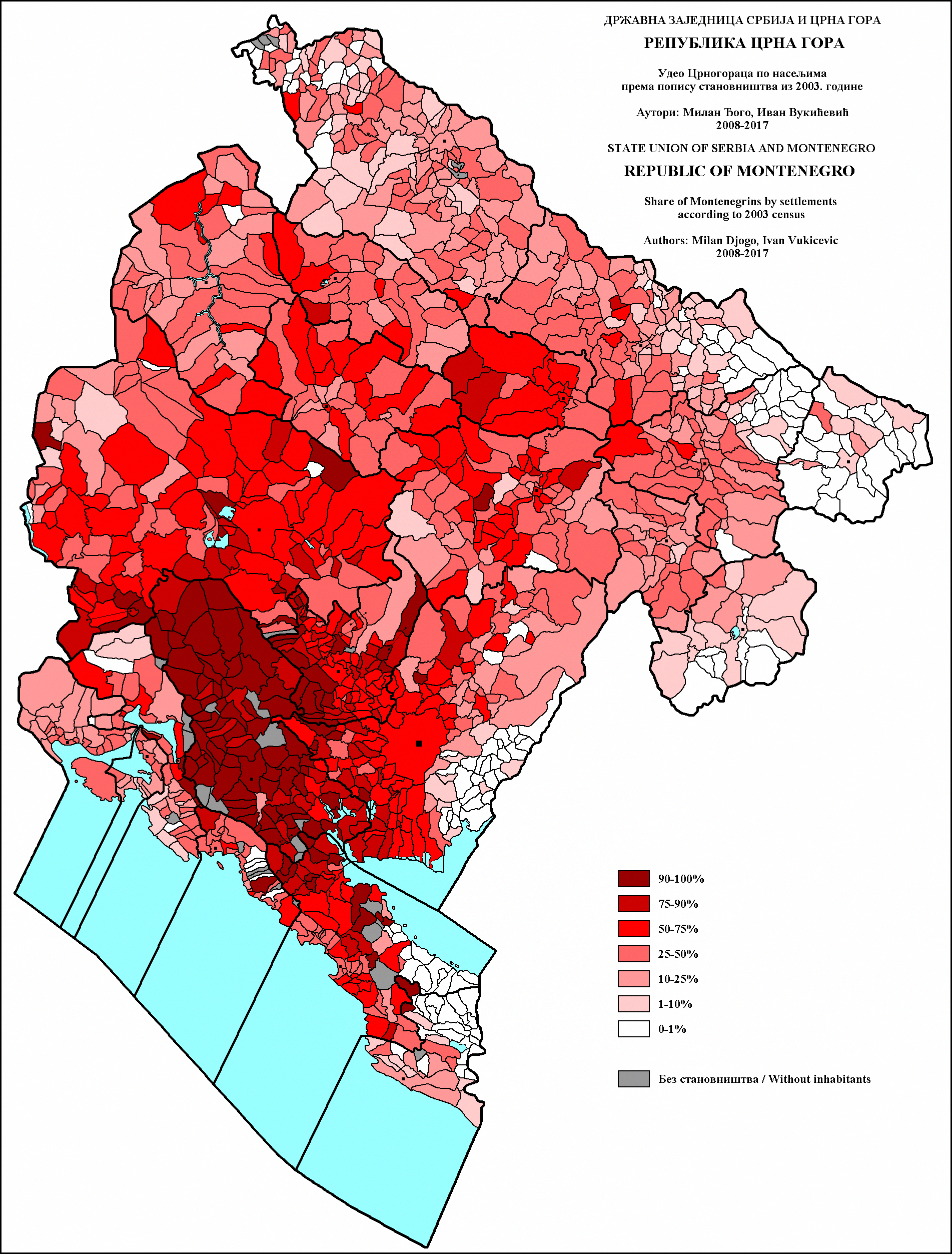
Cotă Muntenegreni în Muntenegru (așezări) 2003.

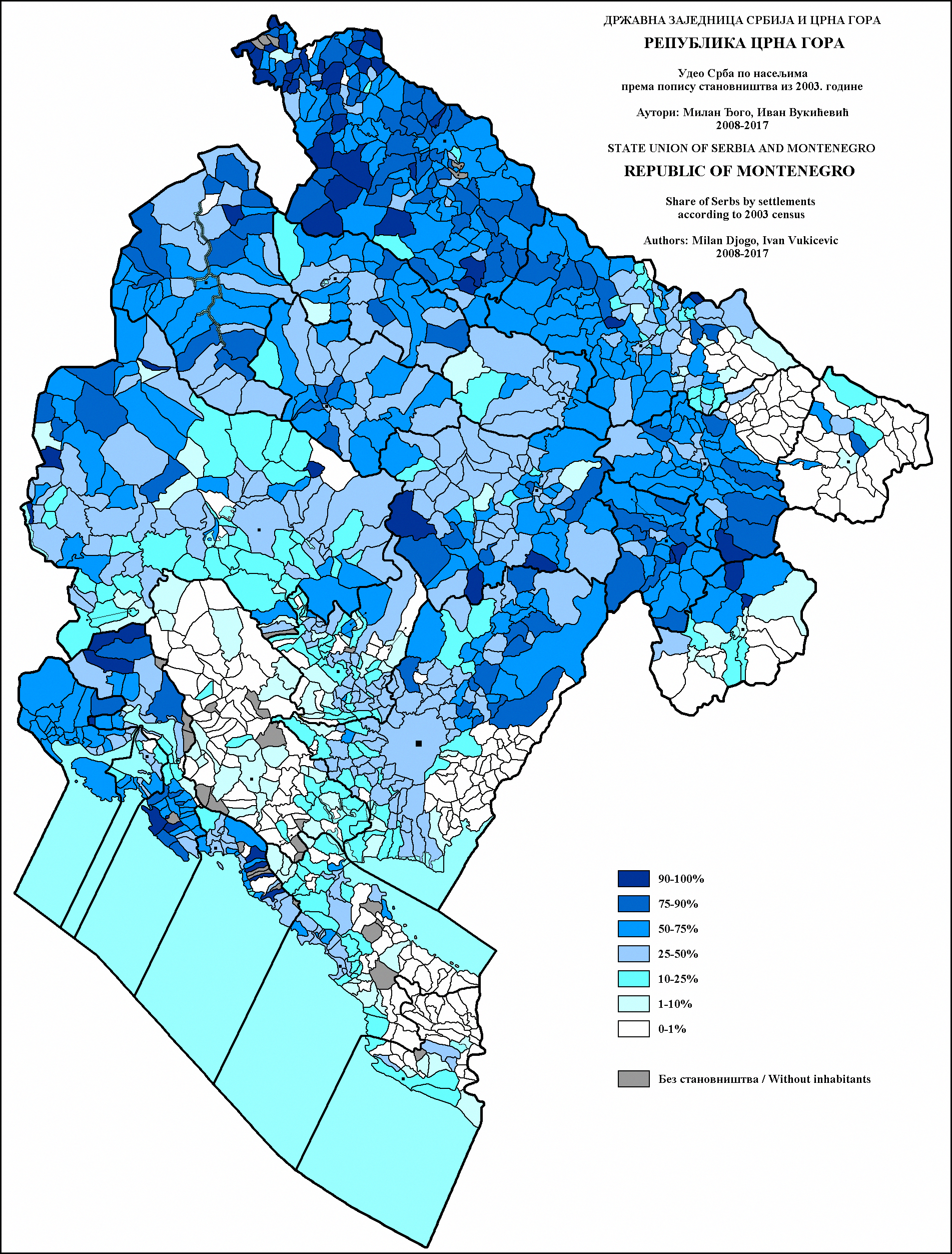
Cotă Sârbi în Muntenegru (așezări) 2003.

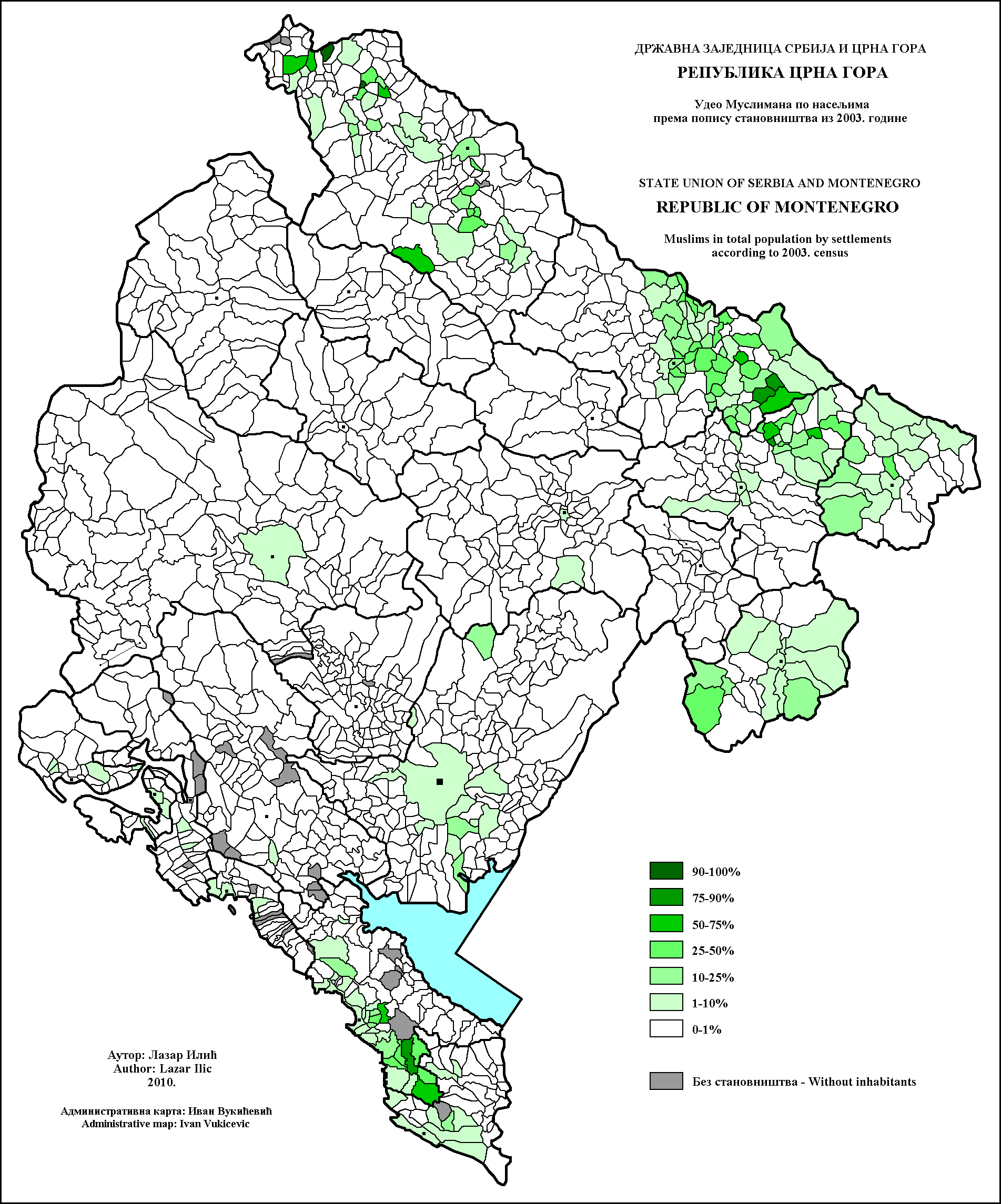
Cotă Musulmani în Muntenegru (așezări) 2003

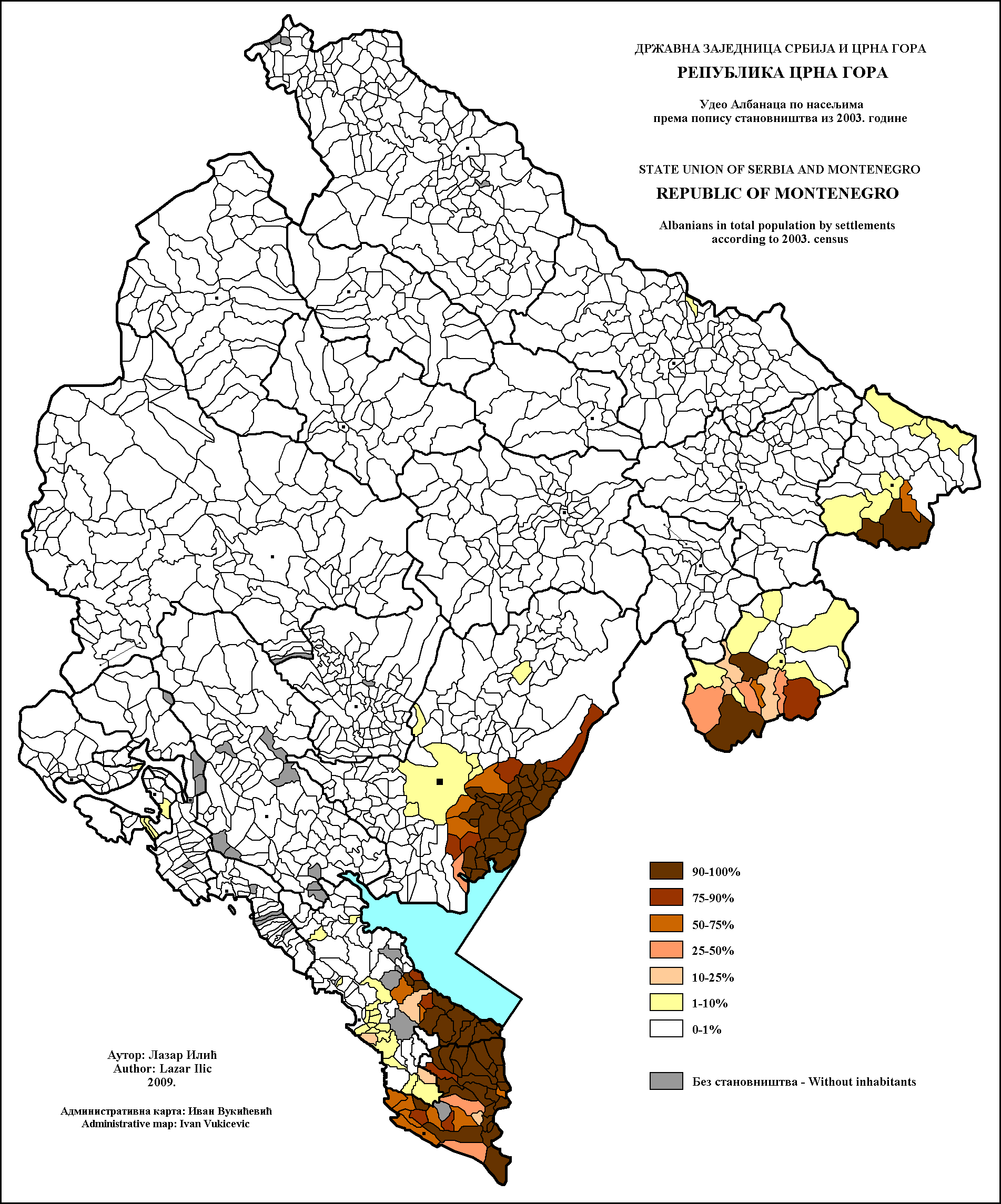
Cotă Albanezi în Muntenegru (așezări) 2003

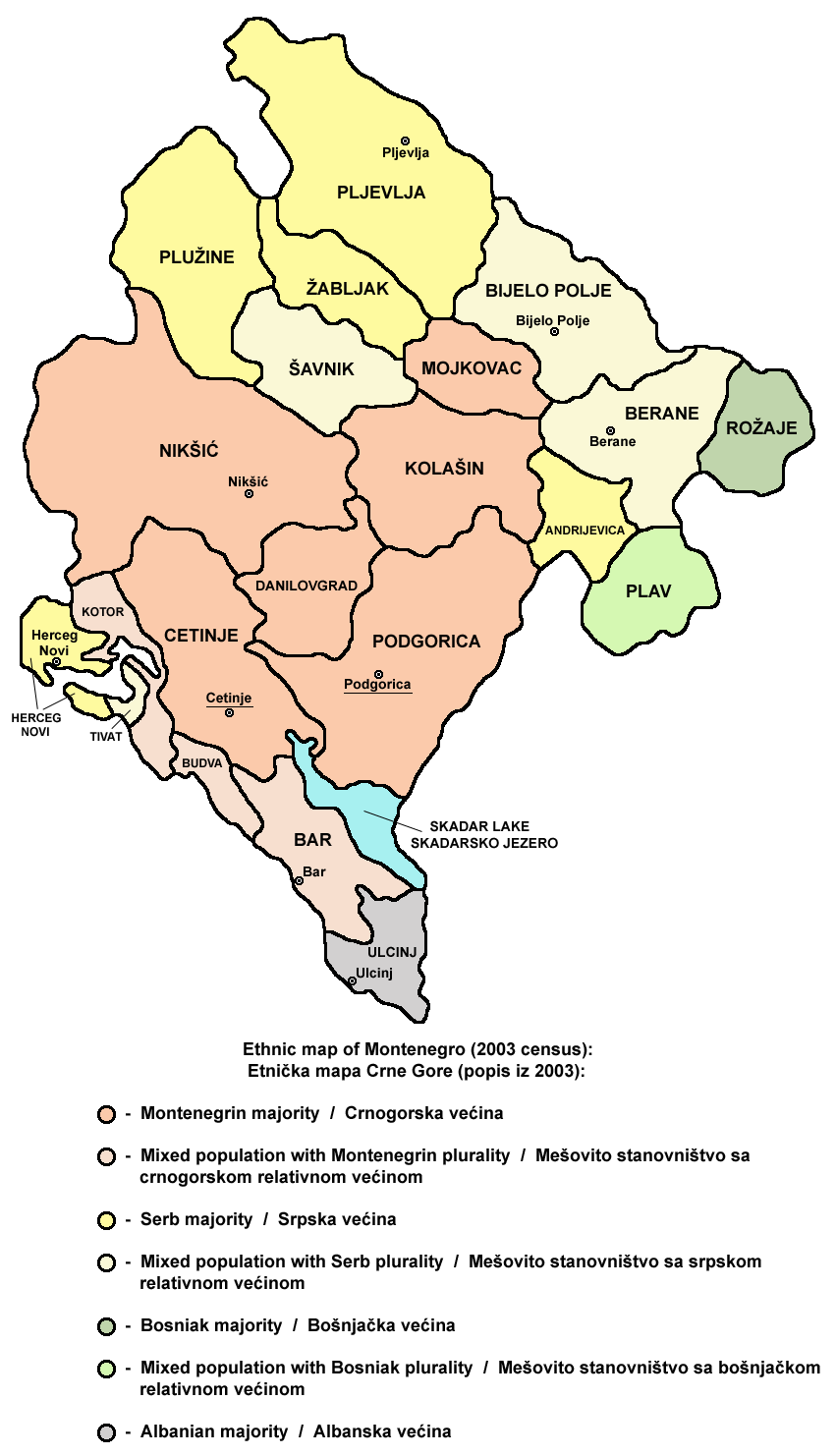
Structura etnică a Muntenegrului (municipii) 2003.

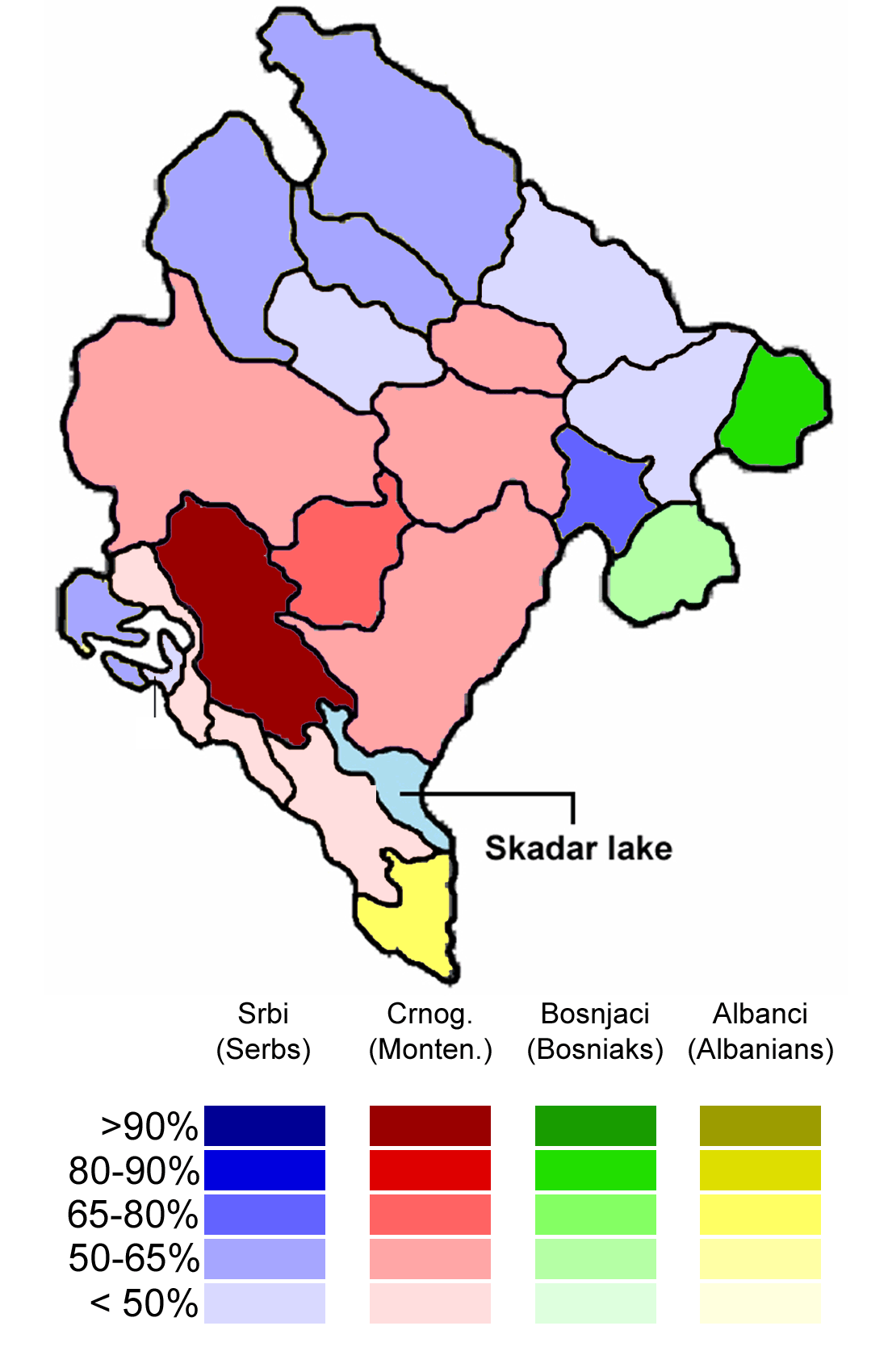
Structura etnică a Muntenegrului (municipii) 2003

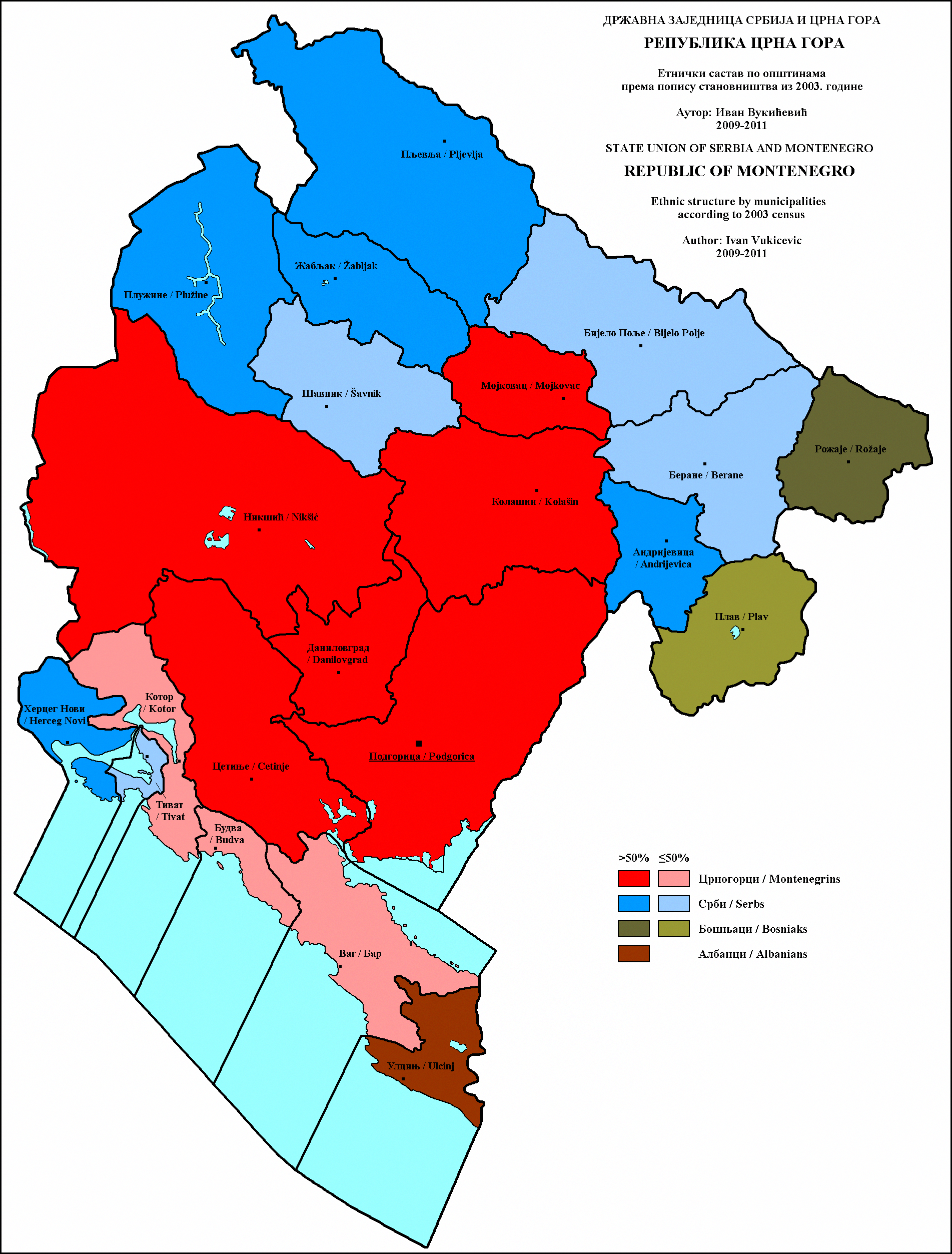
Structura etnică a Muntenegrului (municipii) 2003

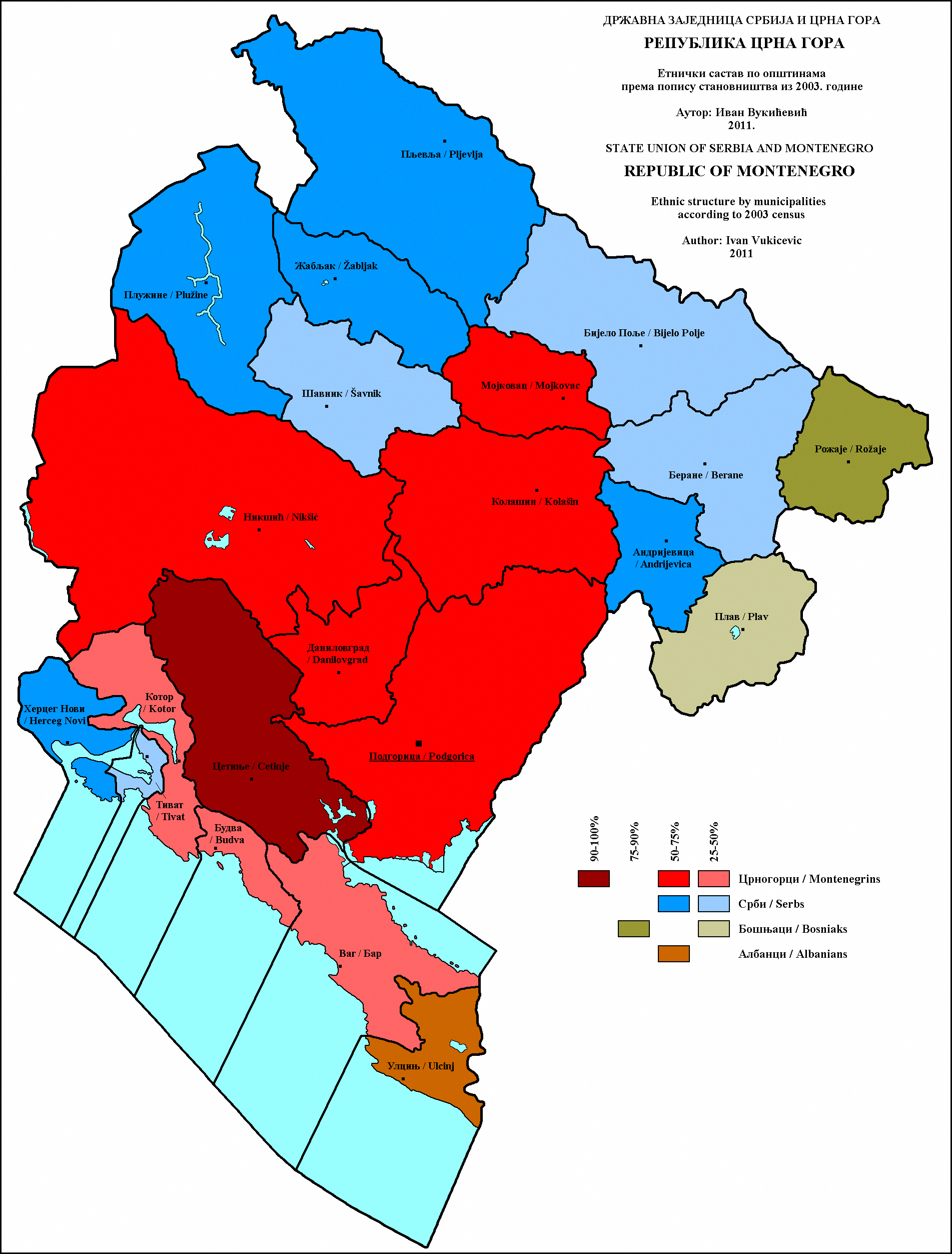
Structura etnică a Muntenegrului (municipii) 2003

Potrivit recensământului din 2003:
Andrijevica
total 6.384
- Muntenegreni 1.475 sau 23,10%
- Musulmani 8 sau 0,13%
- Sârbi 4.155 sau 65,08%
- Albanezi 0 sau 0,00%
- Croați 2 sau 0,03%
- Bosniaci 0 sau 0,00%
- Țigani 0 sau 0,00%
- alții 22 sau 0,34%

nedeclarați 234 sau 3,67%
fără informații 488 sau 7,64%
Bar
total 45.223
- Muntenegreni 19.960 sau 44,14%
- Musulmani 2.852 sau 6,31%
- Sârbi 11.218 sau 24,81%
- Albanezi 5.450 sau 12,05%
- Croați 268 sau 0,59%
- Bosniaci 1.026 sau 2,27%
- Țigani 50 sau 0,11%
- alții 722 sau 1,60%
- nedeclarați 1.771 sau 3,92%
- fără informații 1.906 sau 4,21%

Berane
total 40.885
- Muntenegreni 9282 sau 22,70%
- Musulmani 2.994 sau 7,32%
- Sârbi 16.939 sau 41,43%
- Albanezi 41 sau 0,10%
- Croați 50 sau 0,12%
- Bosniaci 8.994 sau 22,00%
- Țigani 133 sau 0,33%
- alții 222 sau 0,54%
- nedeclarați 223 sau 0,55%
- fără informații 837 sau 2,05%

Bijelo Polje
total 57.124
- Muntenegreni 9.214 sau 16,13%
- Musulmani 9.816 sau 17,18%
- Sârbi 20.743 sau 36,31%
- Albanezi 35 sau 0,06%
- Croați 49 sau 0,09%
- Bosniaci 14.409 sau 25,22%
- Țigani 146 sau 0,26%

alții 165 sau 0,29%
nedeclarați 1.033 sau 1,81%
fără informații 1.514 sau 2,65%
Budva
total 16.095
- Muntenegreni 7.333 sau 45,56%
- Musulmani 205 sau 1,27%
- Sârbi 6.510 sau 40,45%
- Albanezi 60 sau 0,37%
- Croați 177 sau 1,10%
- Bosniaci 22 sau 0,14%
- Țigani 37 sau 0,23%
- alții 460 sau 2,86%
- nedeclarați 1.153 sau 7,16%
- fără informații 138 sau 0,86%

Cetinje
total 18.749
- Muntenegreni 16.927 sau 90,28%
- Musulmani 21 sau 0,11%
- Sârbi 865 sau 4,61%
- Albanezi 46 sau 0,25%
- Croați 47 sau 0,25%
- Bosniaci 5 sau 0,03%
- Țigani 131 sau 0,70%
- alții 170 sau 0,91%
- nedeclarați 303 sau 1,62%
- fără informații 234 sau 1,25%

Danilovgrad
total 16.400
- Muntenegreni 11.141 sau 67,93%
- Musulmani 53 sau 0,32%
- Sârbi 4.177 sau 25,47%
- Albanezi 8 sau 0,05%
- Croați 42 sau 0,26%
- Bosniaci 0 sau 0,00%
- Țigani 11 sau 0,07%
- alții 127 sau 0,77%
- nedeclarați 428 sau 2,61%
- fără informații 413 sau 2,52%

Herceg Novi
total 33971
- Muntenegreni 9.651 sau 28,41%
- Musulmani 218 sau 0,64%
- Sârbi 17.818 sau 52,45%
- Albanezi 25 sau 0,07%
- Croați 831 sau 2,45%
- Bosniaci 89 sau 0,26%
- Țigani 290 sau 0,85%
- alții 1.350 sau 3,97%
- nedeclarați 2.800 sau 8,24%
- fără informații 899 sau 2,65%

Kolasin
total 9.975
- Muntenegreni 5.022 sau 50,35%
- Musulmani 34 sau 0,34%
- Sârbi 4.449 sau 44,60%
- Albanezi 1 sau 0,01%
- Croați 11 sau 0,11%
- Bosniaci 1 sau 0,01%
- Țigani 0 sau 0,00%
- alții 74 sau 0,74%
- nedeclarați 337 sau 3,38%
- fără informații 46 sau 0,46%

Kotor
total 23.481
- Muntenegreni 11.002 sau 46,85%
- Musulmani 109 sau 0,46%
- Sârbi 7.197 sau 30,65%
- Albanezi 63 sau 0,27%
- Croați 1.842 sau 7,84%
- Bosniaci 17 sau 0,07%
- Țigani 36 sau 0,15%
- alții 746 sau 3,18%
- nedeclarați 2.255 sau 9,60%
- fără informații 214

Mojkovac
total 10.274
- Muntenegreni 5.627 sau 54,77%
- Musulmani 18 sau 0,18%
- Sârbi 4.200 sau 40,88%
- Albanezi 1 sau 0,01%
- Croați 3 sau 0,03%
- Bosniaci9 sau 0,09%
- Țigani 0 sau 0,00%
- alții 53 sau 0,52%
- nedeclarați 332 sau 3,23%
- fără informații 31 sau 0,30%

Niksic
total 76.671
- Muntenegreni 47.923 sau 62,50%
- Musulmani 733 sau 0,96%
- Sârbi 20.433 sau 26,65%
- Albanezi 32 sau 0,04%
- Croați 139 sau 0,18%
- Bosniaci 177 sau 0,23%
- Țigani 346 sau 0,45%
- alții 743 sau 0,97%
- nedeclarați 5.483 sau 7,15%
- fără informații 662 sau 0,86%

Plav
total 21.604
- Muntenegreni 790 sau 3,66%
- Musulmani 1.249 sau 5,78%
- Sârbi 2.731 sau 12,64%
- Albanezi 5.673 sau 26,26%
- Croați 4 sau 0,02%
- Bosniaci 10.960 sau 50,73%
- Țigani 0 sau 0,00%
- alții 78 sau 0,36%
- nedeclarați 73 sau 0,34%
- fără informații 46 sau 0,21%

Pljevlja
total 36.918
- Muntenegreni 7.750 sau 20,99%
- Musulmani 3.088 sau 8,36%
- Sârbi 21.972 sau 59,52%
- Albanezi 11 sau 0,03%
- Croați 17 sau 0,05%
- Bosniaci 2.023 sau 5,48%
- Țigani 0 sau 0,00%
- alții 148 sau 0,40%
- nedeclarați 1.705 sau 4,62%
- fără informații 204 sau 0,55%

Pluzine
total 4.294
- Muntenegreni 1.400 sau 32,60%
- Musulmani 1 sau 0,02%
- Sârbi 2.601 sau 60,57%
- Albanezi 0 sau 0,00%
- Croați 1 sau 0,02%
- Bosniaci 0 sau 0,00%
- Țigani 0 sau 0,00%
- alții 12 sau 0,28%
- nedeclarați 260 sau 6,05%
- fără informații 19 sau 0,44%

Podgorica
total 179.403
- Muntenegreni 98.562 sau 54,94%
- Musulmani 4.782 sau 2,67%
- Sârbi 44.992 sau 25,08%
- Albanezi 14.238 sau 7,94%
- Croați 734 sau 0,41%
- Bosniaci 2.672 sau 1,49%
- Țigani 1.542 sau 0,86%
- alții 2.184 sau 1,22%
- nedeclarați 7.506 sau 4,18%
- fără informații 2.191 sau 1,22%

Rozaje
total 27.562
- Muntenegreni 453 sau 1,64%
- Musulmani 1.670 sau 6,06%
- Sârbi 916 sau 3,32%
- Albanezi 1.190 sau 4,32%
- Croați 8 sau 0,03%
- Bosniaci 22.512 sau 81,68%
- Țigani 15 sau 0,05%
- alții 405 sau 1,47%
- nedeclarați 73 sau 0,26%
- fără informații 320 sau 1,16%

Savnik
total 2.972
- Muntenegreni 1.386 sau 46,64%
- Musulmani 5 sau 0,17%
- Sârbi 1.416 sau 47,64%
- Albanezi 0 sau 0,00%
- Croați 3 sau 0,10%
- Bosniaci 0 sau 0,00%
- Țigani 0 sau 0,00%
- alții 25 sau 0,84%
- nedeclarați 130 sau 4,37%
- fără informații 7 sau 0,24%

Tivat
total 13.991
- Muntenegreni 4.126 sau 29,49%
- Musulmani 165 sau 1,18%
- Sârbi 4.911 sau 35,10%
- Albanezi 144 sau 1,03%
- Croați 2.761 sau 19,73%
- Bosniaci 56 sau 0,40%
- Țigani 20 sau 0,14%
- alții 470 sau 3,36%
- nedeclarați 1.122 sau 8,02%
- fără informații 216 sau 1,54%

Ulcinj
total 26.435
- Muntenegreni 2.523 sau 9,54%
- Musulmani 692 sau 2,62%
- Sârbi 1.520 sau 5,75%
- Albanezi 20.664 sau 78,17%
- Croați 70 sau 0,26%
- Bosniaci 300 sau 1,13%
- Țigani 118 sau 0,45%
- alții 185 sau 0,70%
- nedeclarați 216 sau 0,82%
- fără informații 147 sau 0,56%

Zabljak
total 4.245
- Muntenegreni 1.819 sau 42,85%
- Musulmani 1 sau 0,02%
- Sârbi 2.129 sau 50,15%
- Albanezi 0 sau 0,00%
- Croați 3 sau 0,07%
- Bosniaci 0 sau 0,00%
- Țigani 0 sau 0,00%
- alții 15 sau 0,35%
- nedeclarați 278 sau 6,55%

## Structura lingvistică
- Sârbă: 393,740 (63.49%)
  - Sârbi - 197,684 (50.21%)
  - Muntenegreni - 156,374 (39.71%)
  - Musulmani - 8,696 (2.21%)
  - Bosniaci - 2,723 (0.69%)
  - Croați - 2,529 (0.64%)
  - Iugoslavi - 1,705 (0.43%)
  - Albanezi - 306 (0.08%)
  - Țigani - 157 (0.04%)
  - alții - 1,847 (0.47%)
  - nedeclarați - 18,610 (4.73%)
  - Afiliere Regională - 891 (0.23%)
  - Necunoscut - 2,218 (0.56%)
- Muntenegreană: 136,208 (21.96%)
  - Muntenegreni - 106,214 (78%)
  - Musulmani - 13,627 (10%)
  - Bosniaci - 12,549 (9.21%)
  - Croați - 1,375 (1.01%)
  - Sârbi - 349 (0.26%)
  - Albanezi - 330 (0.24%)
  - Iugoslavi - 33 (0.02%)
  - Țigani - 8 (0.01%)
  - alții - 349 (0.26%)

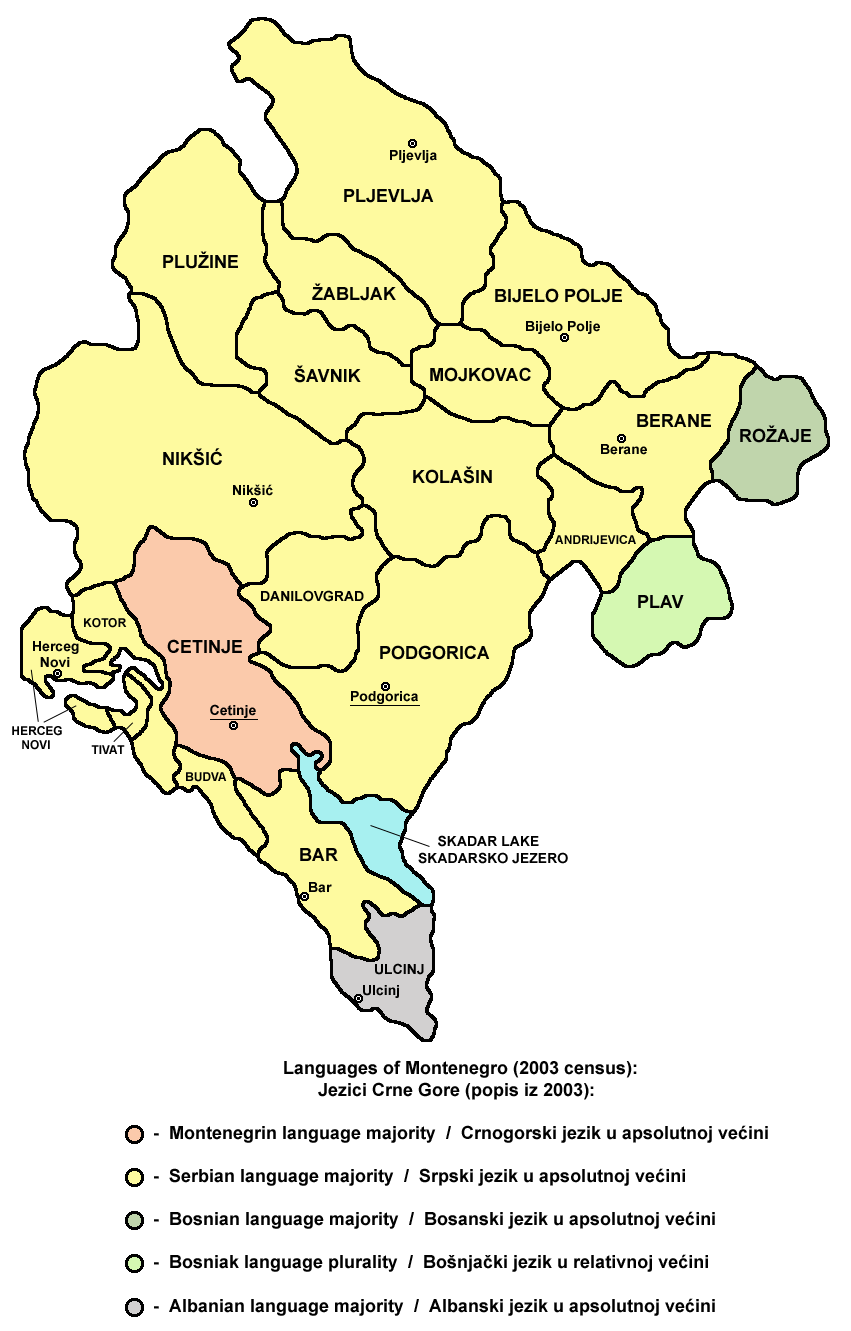
Harta lingvistică a Republicii Muntenegru potrivit unui recensământ din 2003.

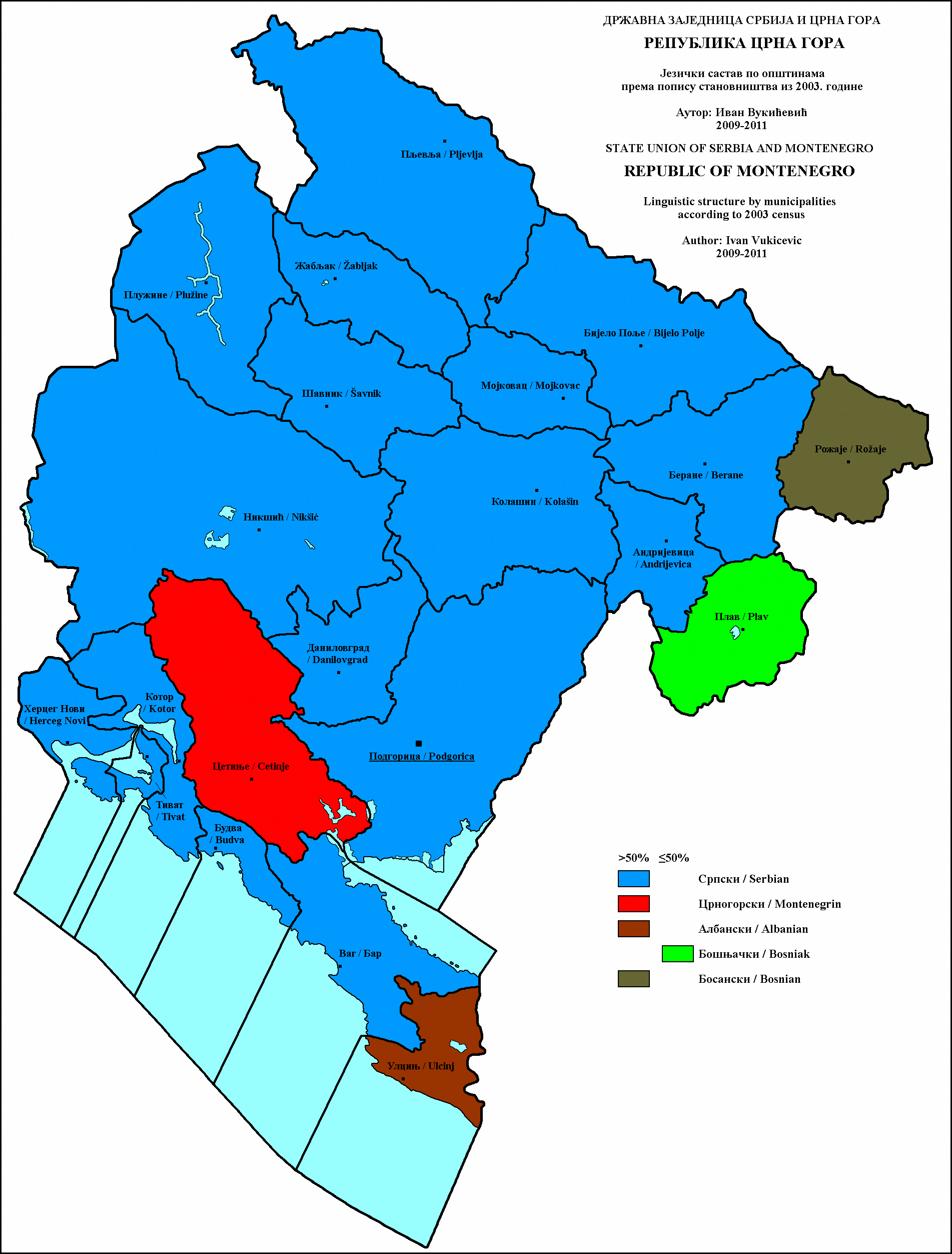
Structura lingvistică pe municipalități 2003.

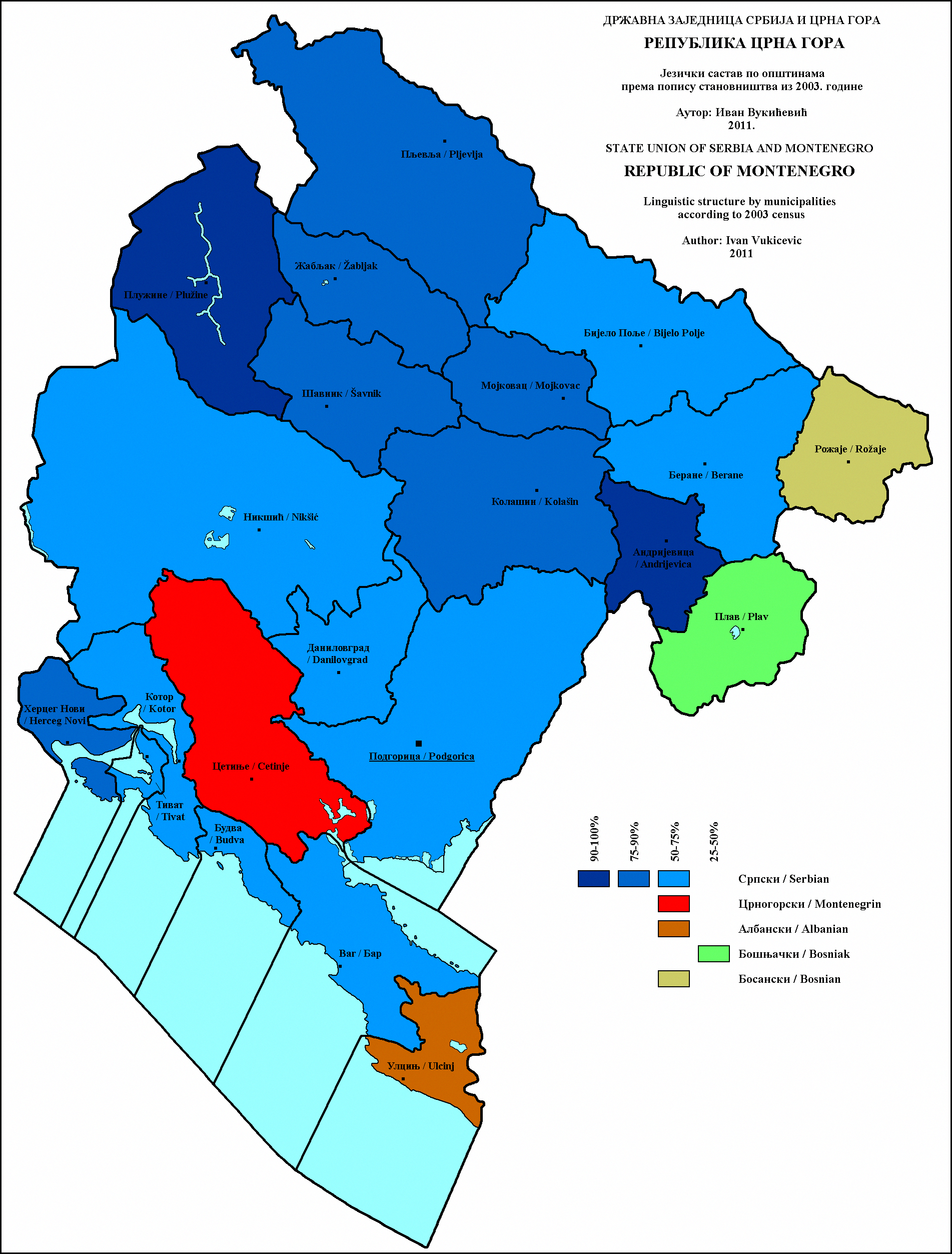
Structura lingvistică pe municipalități 2003.

  - nedeclarați și neidentificați - 1,106 (0.81%)
  - declarați regional - 80 (0.06%)
  - Necunoscut - 188 (0.14%)
- Albaneză: 32,603 (5.26%)
  - Albanezi - 30,382 (93.19%)
  - Muntenegreni - 776 (2.38%)
  - Musulmani - 414 (1.27%)
  - Țigani - 288 (0.88%)
  - Bosniaci - 15 (0.05%)
  - Sârbi - 8 (0.02%)
  - Iugoslavi - 8 (0.02%)
  - Croați - 3 (0.01%)
  - alții - 361 (1.11%)
  - nedeclarați și neidentificați - 168 (0.51%)
  - declarați regional - 74 (0.23%)
  - Necunoscut - 106 (0.32%)
- Bosniacă: 19,906 (3.2%)
  - Bosniaci - 18,662 (93.75%)
  - Musulmani - 1,094 (5.5%)
  - Albanezi - 72 (0.36%)
  - Muntenegreni - 37 (0.19%)
  - Croați - 2 (0.01%)
  - Iugoslavi - 2 (0.01%)
  - alții - 15 (0.07%)
  - nedeclarați și neidentificați - 11 (0.05%)
  - declarați regional - 6 (0.03%)
  - Necunoscut - 5 (0.02%)
- Bosniacă: 14,172 (2.29%)
  - Bosniaci - 13,718 (96.8%)
  - Musulmani - 282 (1.99%)
  - Albanezi - 38 (0.27%)
  - Muntenegreni - 24 (0.17%)
  - Sârbi - 6 (0.04%)
  - Croați - 6 (0.04%)
  - Iugoslavi - 1 (0.01%)
  - alții - 15 (0.11%)
  - nedeclarați și neidentificați - 20 (0.14%)
  - declarați regional - 60 (0.42%)
  - Necunoscut - 2 (0.01%)
- Croată: 2,791 (0.45%)
  - Croați - 2,438 (87.35%)
  - Sârbi - 92 (3.3%)
  - Muntenegreni - 82 (2.94%)
  - Iugoslavi - 15 (0.54%)
  - Musulmani - 11 (0.39%)
  - Bosniaci - 5 (0.18%)
  - Albanezi - 4 (0.14%)
  - alții - 36 (1.29%)
  - nedeclarați și neidentificați - 84 (3.01%)
  - declarați regional - 14 (0.5%)
  - Necunoscut - 10 (0.36%)
- Rromă: 2,602 (0.42%)
- Macedoniană: 507 (0.08%)
- Maghiară: 255 (0.04%)
- Slovenă: 232 (0.04%)
- Germană: 126 (0.02%)
- alții: 3,101 (0.5%)
- Nedeclarați și necunoscuți: 13,902 (2.2%)

## Structura religioasă

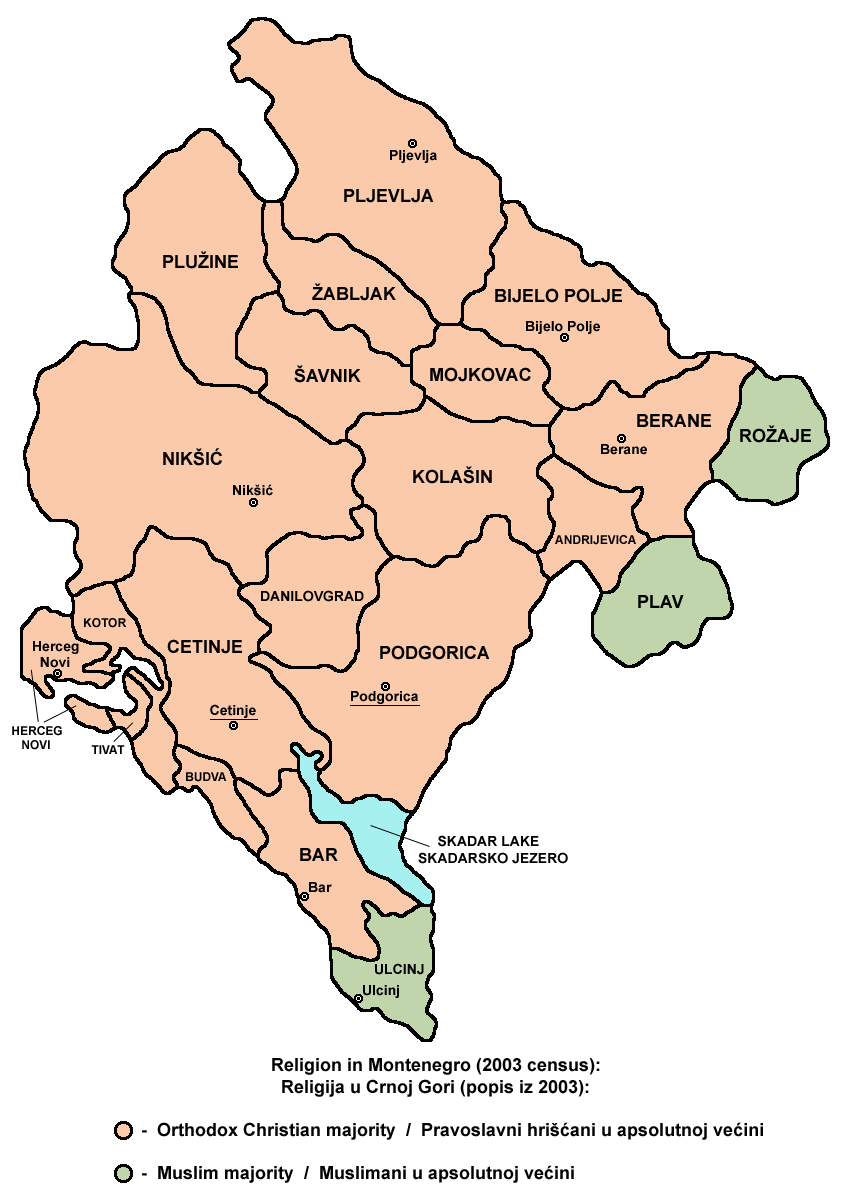
Harta religiilor din Muntenegru (recens. 2003).

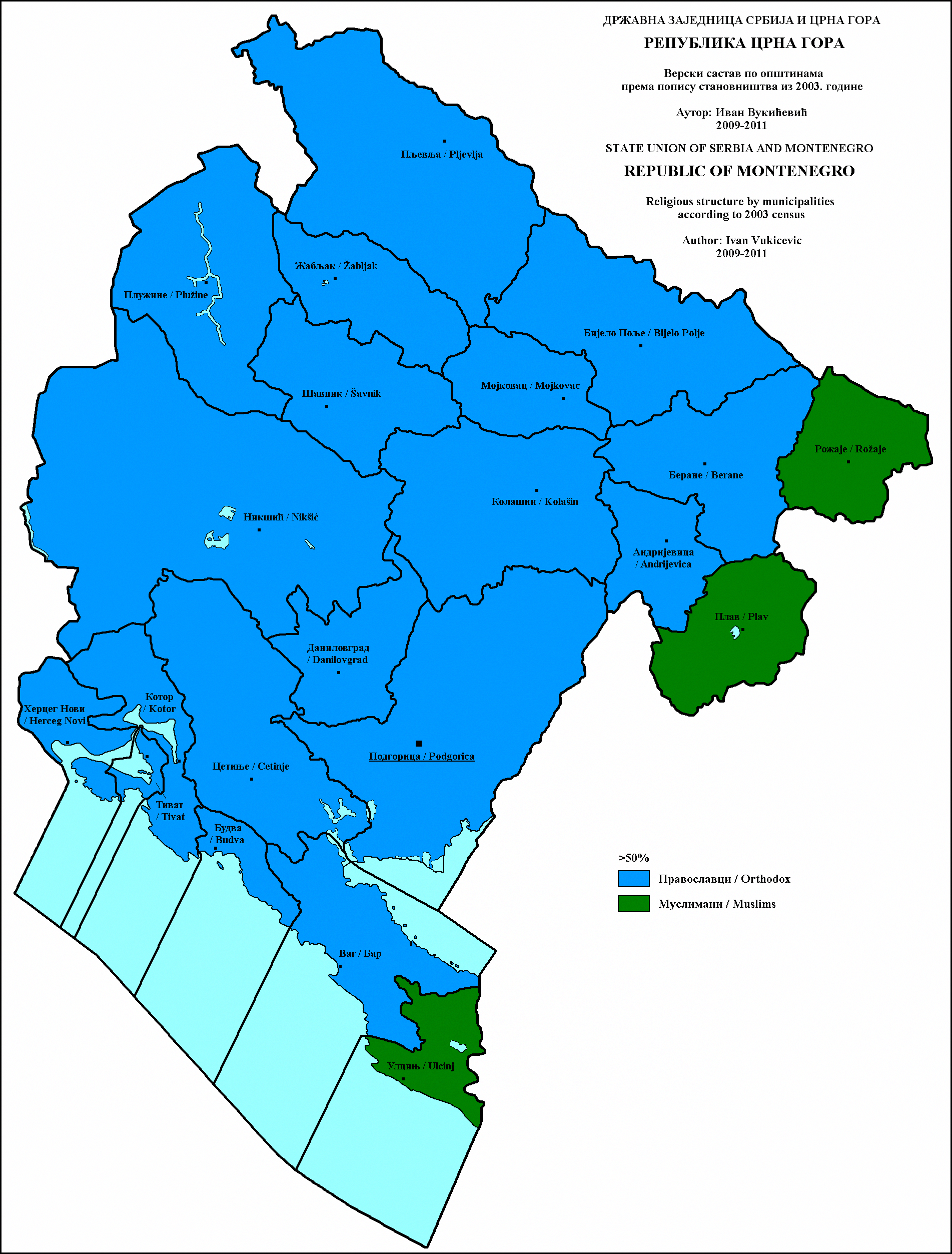
Harta religiilor din Muntenegru (recens. 2003). Municipalități

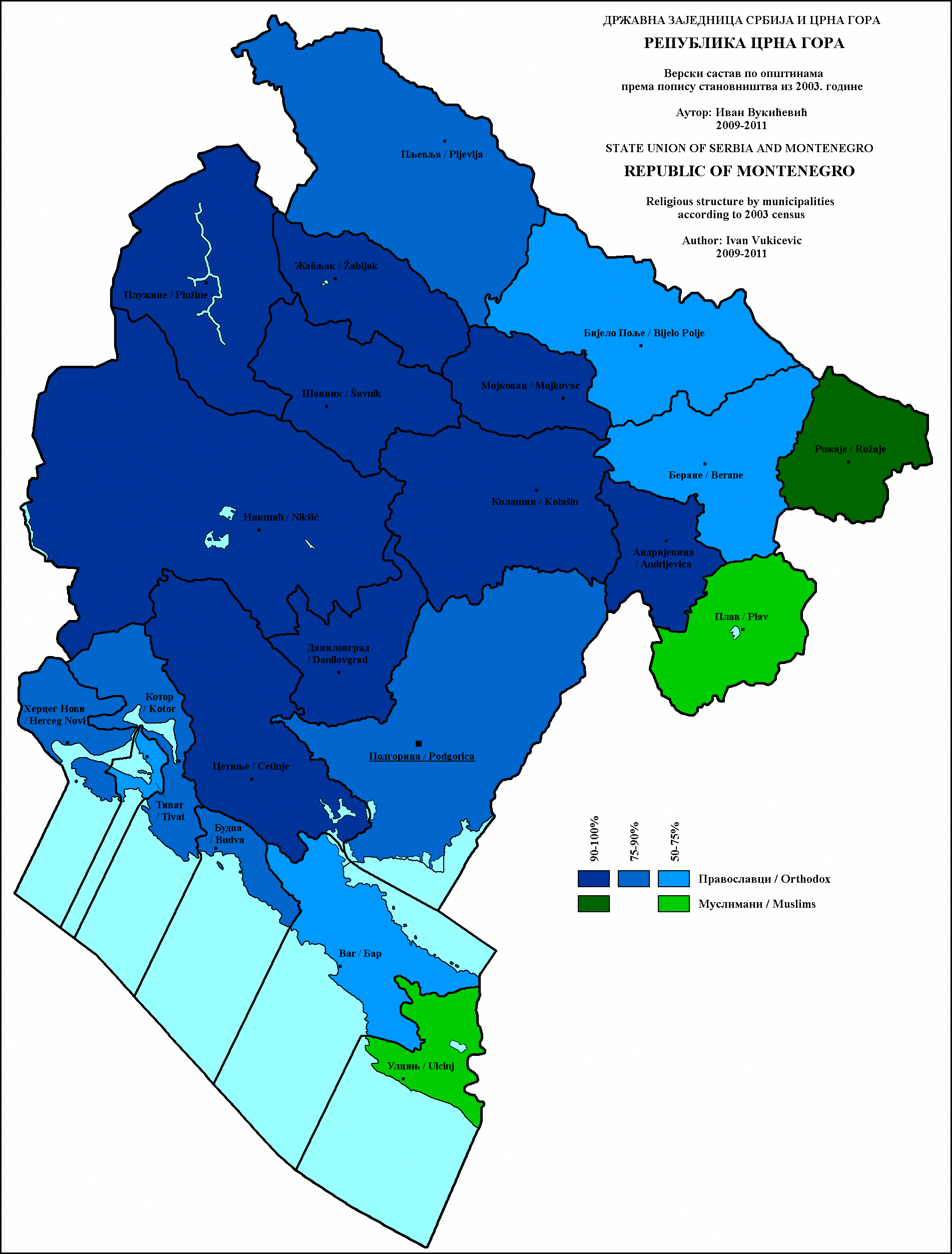
Harta religiilor din Muntenegru (recens. 2003).

Vezi de asemenea: Biserica Ortodoxă Sârbă, Biserica Ortodoxă Muntenegreană, Islamul în Muntenegru
- Creștini Ortodocși - 460,383 (74.24%)
  - Muntenegreni - 241,728 (52.51%)
  - Sârbi - 196,333 (42.65%)
  - Iugoslavi - 1,286 (0.28%)
  - Țigani - 250 (0.05%)
  - Croați - 107 (0.02%)
  - Musulmani - 71 (0.01%)
  - Bosniaci - 32 (0.01%)
  - Albanezi - 27 (0.01%)
  - alțiis - 2,191 (0.48%)
  - nedeclarați și neidentificați - 15,853 (3.44%)
  - declarați regional - 651 (0.14%)
  - Necunoscut - 1,854 (0.4%)
- Musulmani - 110,034 (17.74%)
  - Bosniaci - 47,852 (43.49%)
  - Musulmani - 24,111 (21.91%)
  - Albanezi - 22,834 (20.75%)
  - Muntenegreni - 11,710 (10.64%)
  - Țigani - 1,942 (1.77%)
  - Iugoslavi - 38 (0.03%)
  - Sârbi - 33 (0.03%)
  - Croați - 6 (0.01%)
  - alții - 486 (0.44%)
  - nedeclarați și neidentificați - 766 (0.7%)
  - declarați regional - 75 (0.07%)
  - Necunoscut - 181 (0.16%)
- Biserica catolică - 21,972 (3.54%)
  - Albanezi - 8,126 (36.98%)
  - Croați - 6,262 (28.5%)
  - Muntenegreni - 5,000 (22.76%)
  - Iugoslavi - 128 (0.58%)
  - Sârbi - 114 (0.52%)
  - Țigani - 11 (0.05%)
  - Bosniaci - 4 (0.02%)
  - Musulmani - 4 (0.02%)
  - alții - 1,112 (5.06%)
  - nedeclarați și neidentificați - 689 (3.14%)
  - declarați regional - 370 (1.68%)
  - Necunoscut - 152 (0.69%)
- Protestantism - 383 (0.06%)
  - Muntenegreni - 144 (37.6%)
  - Sârbi - 51 (13.32%)
  - Țigani - 18 (4.7%)
  - Bosniaci - 7 (1.83%)
  - Croați - 7 (1.83%)
  - Iugoslavi - 4 (1.04%)
  - Albanezi - 2 (0.52%)
  - Musulmani - 1 (0.26%)
  - alții - 103 (26.89%)
  - nedeclarați și neidentificați - 31 (8.09%)
  - declarați regional - 7 (1.83%)
  - Necunoscut - 8 (2.09%)
- Ocultism - 58 (0.01%)
  - Muntenegreni - 27 (46.55%)
  - Sârbi - 2 (3.45%)
  - Bosniaci - 1 (1.72%)
  - Musulmani - 1 (1.72%)
  - Croați - 1 (1.72%)
  - alții - 3 (5.17%)
  - nedeclarați și neidentificați - 2 (3.45%)
  - Necunoscut - 1 (1.72%)
- Evrei - 12
  - Muntenegreni - 2 (16.67%)
  - Sârbi - 2 (16.67%)
  - alții - 8 (66.66%)
- agnostici - 2,424 (0.39%)
- nedeclarați - 13,867 (2.24%)
- nici una - 6,003 (0.97%)
- Necunoscut - 5,009 (0.8%)

## Refugiați dinKosovo
- Muntenegreni - 5,817
- Sârbi - 4,495
- Țigani - 3,105
- Musulmani - 1,823
- Egipteni - 1,539
- Albanezi - 457
- Bosniaci - 333
- Gorani 83
- Ashkali - 79
- Iugoslavi - 72
- Croați - 27
- Macedonieni - 23
- Sloveni 9
- alții - 53
- nedeclarați - 32
- Total - 17,947

## Vezi de asemenea
- Muntenegru